# Frank van Bommel
Frank van Bommel (* 16. September 1962 in Vlijmen) ist ein niederländischer Jazz- und Improvisationsmusiker (Piano, auch Glockenspiel, Harmonium, Komposition).

## Leben und Wirken
Van Bommel erhielt früh klassischen Klavierunterricht. Weiterhin förderte ihn Misha Mengelberg, der ihm kostenlos Kompositionsunterricht erteilte. Bereits 1985 wurde er eingeladen, auf dem North Sea Jazz Festival aufzutreten (im Trio mit Tim Zwemmer und Walter Maioli). Als Student am Conservatorium van Amsterdam gründete er ein Trio mit Carl Beukman und Tim Zwemmer (das 2011 zu der vom Harmonium dominierten CD Harmoniak führte). In den 1990er Jahren gründete er mit Beukman das Van Bommel Ensemble, in dem Mary Oliver, Anne La Berge und Elise Lorraine seine Kompositionen interpretierten. Weiterhin hatte er ein Jazztrio mit Wim Janssen. Er wurde zu Nedly Elstaks Paradise Regained Orchestra eingeladen. Gemeinsam mit Tobias Delius, Arjen Gorter und Martin van Duynhoven gründete er sein Quartett ( A Crutch for the Crab, 1999), das sich, erweitert um Michael Moore, zum Quintett entwickelte (Ore, 2004) und sich auch 2003 beim Vancouver International Jazz Festival vorstellte.
Mit Willem Breuker, Alex Coke und Eric Vloeimans interpretierte er Kompositionen von Eric Dolphy ( The Compositions of Eric Dolphy, 2006). Raoul van der Weide bildete mit ihm und Wim Janssen das Trio As If 3 (Klinkklaar 2009). Paul Pallesen holte ihn 2008 in seine Band Bite the Gnatze, mit der bis 2019 zwei Alben erschienen. Außerdem gründete er weitere Duos mit Schlagzeugern wie Alan Purves. 2016 stellte er ein neues Quintett mit Delius, Joris Roelofs, Paul Berner und Han Bennink vor.

## Preise und Auszeichnungen
Mit dem Van Bommel Ensemble (mit der Sängerin Elise Lorraine, dem Bassisten Carl Beukman und dem Schlagzeuger Wim Janssen) erhielt er 1993 aufgrund der originellen Interpretation von Thelonious Monks Friday the 13th den Dordtse Jazzprijs.